# Trådnate
Trådnate (Stuckenia filiformis) är en nateväxtart som först beskrevs av Christiaan Hendrik Persoon, och fick sitt nu gällande namn av Börner. Enligt Catalogue of Life ingår Trådnate i släktet snärpnatar och familjen nateväxter, men enligt Dyntaxa är tillhörigheten istället släktet snärpnatar och familjen nateväxter. Arten är reproducerande i Sverige.

## Underarter
Arten delas in i följande underarter:
- S. f. alpina
- S. f. filiformis
- S. f. occidentalis

## Bildgalleri

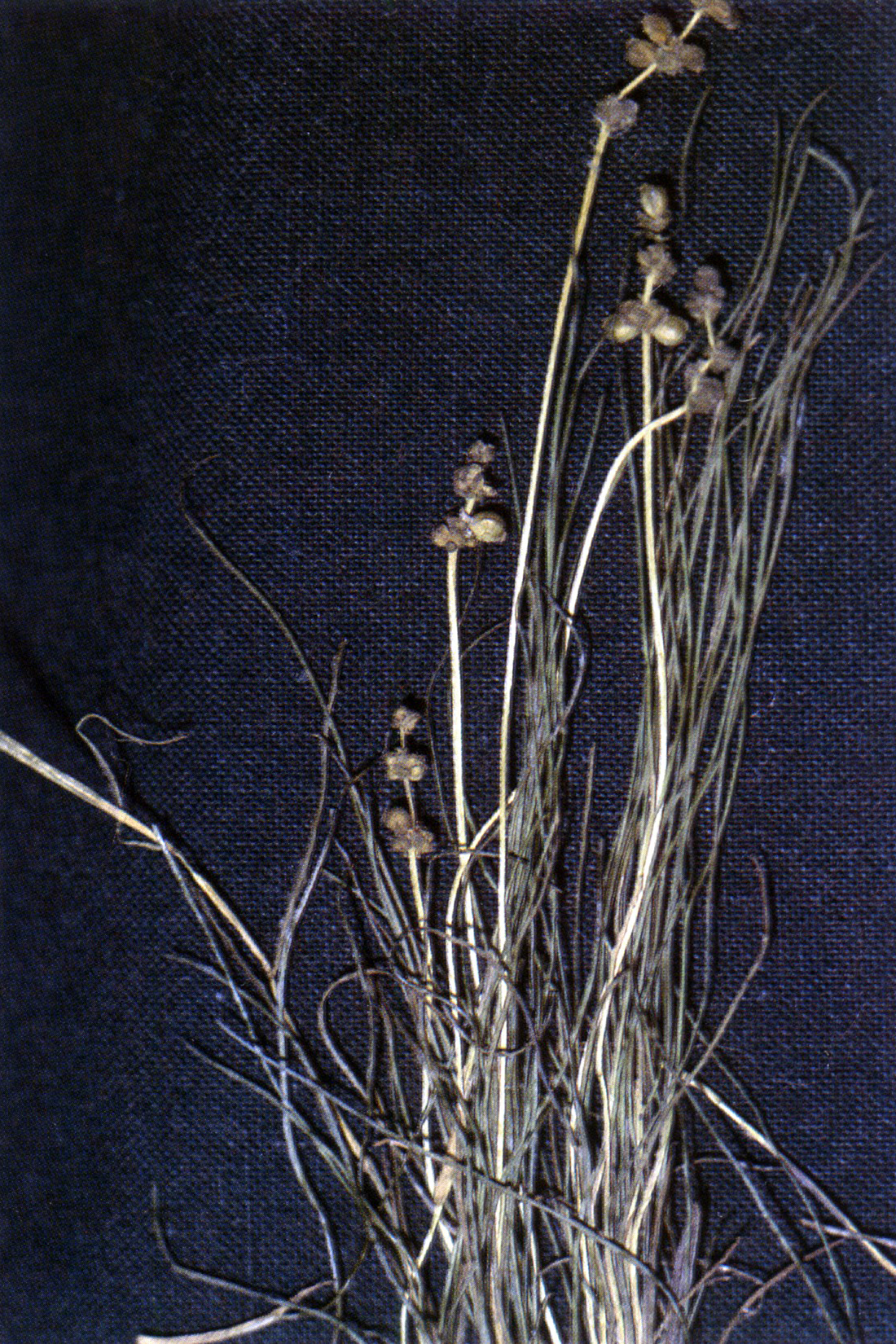
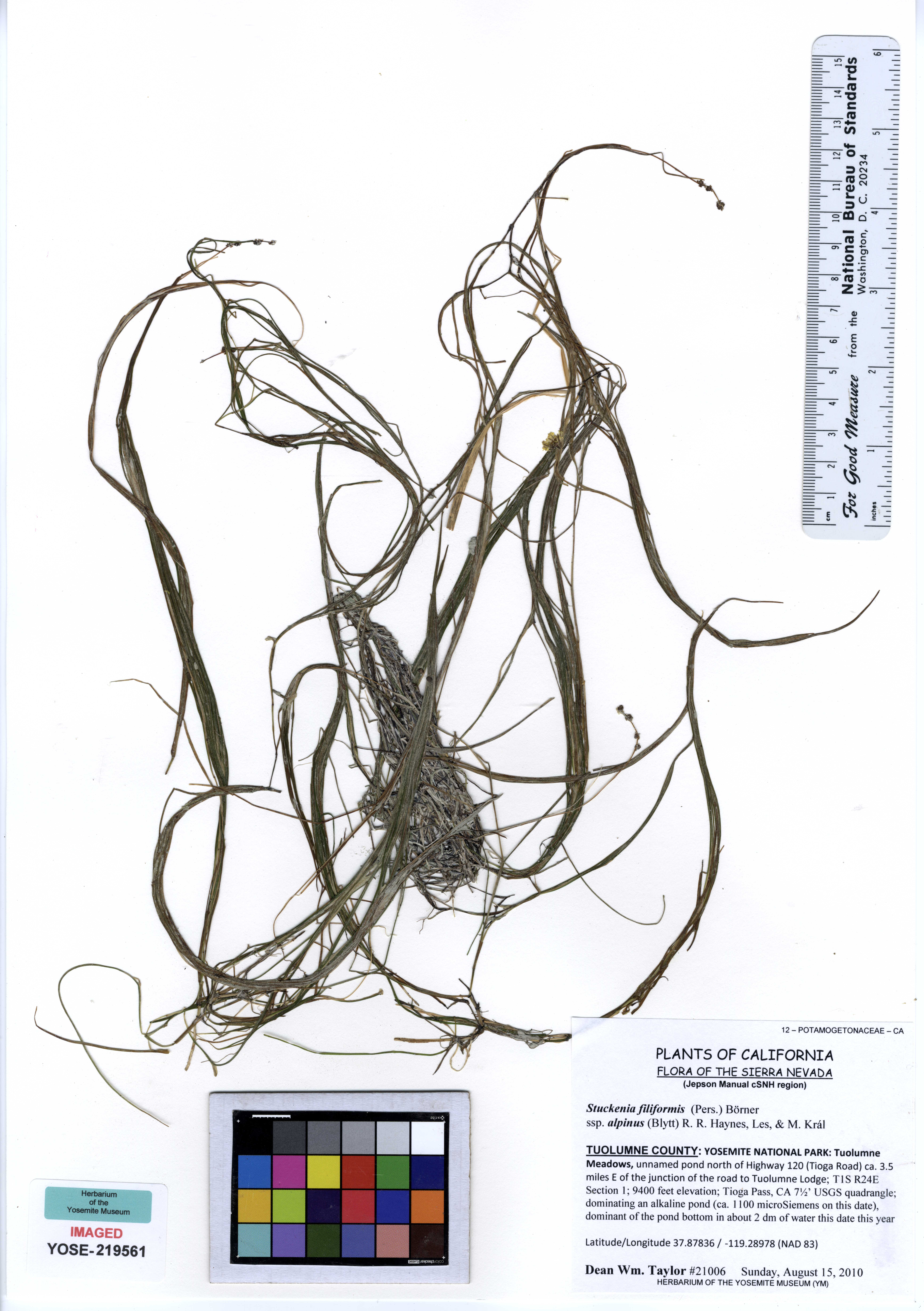